# Град Широки Бријег
Град Широки Бријег је јединица локалне самоуправе у Западнохерцеговачком кантону у Федерацији БиХ на југозападу БиХ. Налази се на сјеверу Херцеговине. Сједиште Града је Широки Бријег.

## Географија
Клима је умерена медитеранска. Град Широки Бријег се налази у подручју Зоне високог краса коју одликује изражена разноликост свих крашких облика рељефа: понора, вртача, крашких поља, јама и увала.

## Историја
Падом под Османлијско Царство средином друге половине 15. вијека народ се овог краја разбјежао и прориједио. Први османски пописи у Херцеговини (год. 1468./69., потом 1475. и 1519.) показују да се народ задржао само у брдским селима. Од пада под Османлије па до средине 19. вијека Херцеговина је била готово сасвим одсјечена од друштвених, културних и политичких збивања у сусједним земљама.
Новија историја широкобријешког краја и Херцеговине уско је везана уз градњу манастира на Широком Бријегу 1846. Градић је почео настајати почетком 20. вијека око воденице Ћемер, па се с почетка истим именом звало и само мјесто.
У вријеме аустроугарске владавине, Широки Бријег потпао је под Мостарски округ. У истој области остао је и у вријеме Кралјевини СХС до 1929., када је постао дијелом Приморске бановине, а 1939. и Бановине Хрватске.
Након Другог свјетског рата, Општина Широки Бријег је између 1945. и 1950. обухватала подручје данашњих општина Груде, Љубушки, Посушје. Насеље и Општина су 1952. преименовани промијенили име у Лиштица, но 16. октобра 1991., враћен је назив Широки Бријег.

## Становништво
По последњем службеном попису становништва из 1991. године, тадашња општина Широки Бријег је имала 27.160 становника, распоређених у 35 насељених места.
| Националност       | 1991.           | 1981.           | 1971.           |
| Хрвати             | 26.864 (98,91%) | 25.638 (98,32%) | 26.940 (98,73%) |
| Срби               | 148 (0,54%)     | 180 (0,69%)     | 234 (0,85%)     |
| Муслимани          | 9 (0,03%)       | 7 (0,02%)       | 43 (0,15%)      |
| Југословени        | 20 (0,07%)      | 148 (0,56%)     | 12 (0,04%)      |
| остали и непознато | 119 (0,43%)     | 103 (0,39%)     | 56 (0,20%)      |
| Укупно             | 27.160          | 26.076          | 27.285          |

### Срби у лиштичком крају
Данас, на подручју Широког Бријега (или Лиштице, како га зову Срби), једино насеље у којем живи велики број Срба је Добрич. Пре 1845. године на том подручју није било католичких цркава, али су становници припадали православљу и идентификовали су се као Срби. Jош 1971. године живели су Срби у селима Биоградци, Доњи Градац, Кочерин и сам у Лиштици. Присуство Срба у Лиштици и околини потврђује бројне очуване ћириличне натписе, као и многе које су уништили хрватски националисти.

## Насељена мјеста
Некадашња општина је имала 35 насељених места до 1991. године, реорганизацијом мреже насеља укинуто је насеље Прибиновићи и припојено насељу Широки Бријег, док су нека насеља променила имена: сама општина и градско насеље су изменили име из Лиштица у Широки Бријег, насеље Доибрич је добило име Добрић а Дубоко Мокро је добило назив Мокро.
Насељена мјеста: Биограци, Бухово, Црне Локве, Черигај, Добрич, Добрковићи, Доци, Доња Бритвица, Доњи Црнач, Доњи Градац, Дубоко Мокро, Дужице, Горња Бритвица, Горњи Црнач, Горњи Градац, Горњи Мамићи, Грабова Драга, Избично, Јаре, Кнешпоље, Кочерин, Лисе, Љуботићи, Љути Долац, Оклаји, Подвранић, Поткрај, Прибиновићи, Приваљ, Расно, Рујан, Широки Бријег, Трн, Турчиновићи и Узарићи.
Послије потписивања Дејтонског споразума, општина Широки Бријег, у цјелини, ушла је у састав Федерације Босне и Херцеговине.